# Miogypsinita
Miogypsinita es un género de foraminífero bentónico de la familia Miogypsinidae, de la superfamilia Rotalioidea, del suborden Rotaliina y del orden Rotaliida. Su especie tipo es Miogypsina mexicana. Su rango cronoestratigráfico abarca desde el Oligoceno superior hasta el Burdigaliense (Mioceno inferior).

## Clasificación
Miogypsinita incluye a las siguientes especies:
- Miogypsinita bronnimanni †
- Miogypsinita mexicana †